# Marky Ramone and the Intruders
Marky Ramone & The Intruders était un groupe de rock formé en 1995 par l'ancien batteur des Ramones Marky Ramone.

## Discographie
- 1996 : Marky Ramone & The Intruders

1. Can't Take It With You
2. I Wants My Beer
3. Coward With A Gun
4. Telephone Love
5. Good Luck You're Gonna Need It
6. 3 Cheers For You
7. Oh No, Not Again
8. Maybe Tomorrow
9. Anxiety
10. Holding A Grudge
11. Man Of God
12. Back Off
13. Better Things

- 1999 : The Answer to Your Problems ?

1. Peekhole
2. What If
3. Probation
4. One Way Ride
5. Nobody Likes You
6. Life Sucks
7. Don't Blame Me
8. Don't Think
9. Middle Finger
10. Cry Baby
11. Lottery
12. Under The Gun
13. Nowhere Man
14. Better Than Being You